# Saison 3 de Young Sheldon
 (avril 2020).
Si vous disposez d'ouvrages ou d'articles de référence ou si vous connaissez des sites web de qualité traitant du thème abordé ici, merci de compléter l'article en donnant les références utiles à sa vérifiabilité et en les liant à la section « Notes et références ».
Chronologie
Saison 2 Saison 4
La troisième saison de Young Sheldon, série télévisée américaine, est diffusée depuis le 26 septembre 2019 sur CBS, aux États-Unis.

## Synopsis
Sheldon Cooper, jeune prodige vivant dans le Texas de l'Est, intègre le lycée de sa ville à l'âge de neuf ans.

## Distribution

### Acteurs principaux
- Iain Armitage (VF : Soren Chouillet) : Sheldon Cooper, âgé de 9 ans
- Zoe Perry (VF : Anne Tilloy) : Mary Cooper, la mère de Sheldon
- Lance Barber (VF : Éric Aubrahn) : George Cooper, Sr., le père de Sheldon
- Montana Jordan (VF : Victor Biavan) : George Cooper, Jr., le frère de Sheldon
- Raegan Revord (VF : Lior Chabat) : Missy Cooper, la sœur de Sheldon
- Jim Parsons (VF : Fabrice Fara) : la voix de Sheldon Cooper, adulte et narrateur
- Annie Potts (VF : Blanche Ravalec) : Meemaw, la grand-mère de Sheldon
- Matt Hobby (VF : Matthieu Albertini) : le pasteur Jeff Hodgkins

### Acteurs récurrents
- Wyatt McClure : Billy Sparks
- Ryan Phuong : Tam
- Wallace Shawn : Dr John Sturgis
- Billy Gardell : Herschel Sparks
- Melissa Peterman : Brenda Sparks
- Sarah Baker : Mme Sheryl Hutchins
- Valerie Mahaffey : Mme Victoria MacElroy
- Danielle Pinnock : Mme Evelyn Ingram
- Brian Stepanek : M. Givens
- Rex Linn : le principal Tom Petersen
- Doc Farrow (VF : Nicolas Justamon) : Roy Wilkins, l'assistant du coach
- Nancy Linehan Charles : Peg
- Chris Wylde : Glenn
- Mckenna Grace : Paige
- Andrea Anders : Linda
- Josh Cooke : Barry
- Baron Jay : le postier
- Isabel May (VF : Rebecca Benhamour) : Veronica Duncan
- Ed Begley Jr. : Dr Linkletter

## Production

### Diffusions
- Aux États-Unis, elle est diffusée depuis le 26 septembre 2019 sur le réseau CBS.
- Au Canada, elle est diffusée 30 minutes à l'avance sur le réseau CTV.

## Liste des épisodes

### Épisode 1: Grosses Têtes et Boules à Neige
- États-Unis /  Canada : 26 septembre 2019 sur CBS / CTV
- France : 15 mai 2021 sur NRJ 12

- Histoire : Chuck Lorre, Tara Hernandez et Jeremy Howe
- Mise en scène : Steven Molaro, Steve Holland et Maria Ferrari

- États-Unis : 8,24 millions de téléspectateurs (première diffusion)

### Épisode 2: Un Placard à Balais et une Planche de Ouija
- États-Unis /  Canada : 3 octobre 2019 sur CBS / CTV
- France : 15 mai 2021 sur NRJ 12

- Histoire : Chuck Lorre, Steven Molaro et Steve Holland
- Mise en scène : Tara Hernandez, Jeremy Howe et Connor Kilpatrick

- États-Unis : 8,35 millions de téléspectateurs (première diffusion)

### Épisode 3: Des affaires et une fessée
- États-Unis /  Canada : 10 octobre 2019 sur CBS / CTV
- France : 15 mai 2021 sur NRJ 12

- Histoire : Steve Holland, Maria Ferrari et Connor Kilpatrick
- Mise en scène : Steven Molaro, Eric Kaplan et Jeremy Howe

- États-Unis : 7,63 millions de téléspectateurs (première diffusion)

### Épisode 4: Hobbits, physique et baseball
- États-Unis /  Canada : 17 octobre 2019 sur CBS / CTV
- France : 22 mai 2021 sur NRJ 12

- Histoire : Steven Molaro, Eric Kaplan et Tara Hernandez
- Mise en scène : Steven Holland, Maria Ferrari et Connor Kilpatrick

- États-Unis : 7,94 millions de téléspectateurs (première diffusion)

### Épisode 5: Un ananas et les bases d'une solide amitié masculine
- États-Unis /  Canada : 24 octobre 2019 sur CBS / CTV
- France : 22 mai 2021 sur NRJ 12

- Histoire : Chuck Lorre, Steve Holland et Maria Ferrari
- Mise en scène : Steven Molaro, Tara Hernandez et Jeremy Howe

- États-Unis : 8,66 millions de téléspectateurs (première diffusion)

### Épisode 6: Un parasol et un sacré lancer
- États-Unis /  Canada : 7 novembre 2019 sur CBS / CTV
- France : 22 mai 2021 sur NRJ 12

- Histoire : Chuck Lorre, Eric Kaplan et Jeremy Howe
- Mise en scène : Steven Molaro, Steve Holland et Connor Kilpatrick

- États-Unis : 8,83 millions de téléspectateurs (première diffusion)

### Épisode 7: Un Pongo Pygmaeus et une culture qui encourage le crachat
- États-Unis /  Canada : 14 novembre 2019 sur CBS / CTV
- France : 29 mai 2021 sur NRJ 12

- Histoire : Chuck Lorre, Steven Molaro et Steve Holland
- Mise en scène : Maria Ferrari, Tara Hernandez et Jeremy Howe

- États-Unis : 9,05 millions de téléspectateurs (première diffusion)

### Épisode 8: Péché d'avarice et burritos
- États-Unis /  Canada : 21 novembre 2019 sur CBS / CTV
- France : 29 mai 2021 sur NRJ 12

- Histoire : Eric Kaplan, Maria Ferrari et Jeremy Howe
- Mise en scène : Steven Molaro, Steve Holland et Connor Kilpatrick

- États-Unis : 8,38 millions de téléspectateurs (première diffusion)

### Épisode 9: Une invitation à une fête, des raisins pour le foot et une poule terrestre
- États-Unis /  Canada : 5 décembre 2019 sur CBS / CTV
- France : 29 mai 2021 sur NRJ 12

- Histoire : Steven Molaro, Steve Holland et Tara Hernandez
- Mise en scène : Eric Kaplan, Maria Ferrari et Jeremy Howe

### Épisode 10: Bactéries ou piscine
- États-Unis /  Canada : 12 décembre 2019 sur CBS / CTV
- France : 5 juin 2021 sur NRJ 12

- Histoire : Eric Kaplan, Maria Ferrari et Tara Hernandez
- Mise en scène : Steven Molaro, Steve Holland et Connor Kilpatrick

- États-Unis : 8,21 millions de téléspectateurs[1] (première diffusion)

### Épisode 11: Une poule en vie, un poulet frit et une union sacrée
- États-Unis /  Canada : 9 janvier 2020 sur CBS / CTV
- France : 5 juin 2021 sur NRJ 12

- Histoire : Steven Molaro, Steve Holland et Yael Glouberman
- Mise en scène : Maria Ferrari, Tara Hernandez et Jeremy Howe

- États-Unis : 7,57 millions de téléspectateurs[2] (première diffusion)

### Épisode 12: Paillettes et boisson chaude
- États-Unis /  Canada : 16 janvier 2020 sur CBS / CTV
- France : 5 juin 2021 sur NRJ 12

- Histoire : Steven Molaro, Steve Holland et Eric Kaplan
- Mise en scène : Maria Ferrari, Tara Hernandez et Connor Kilpatrick

- États-Unis : 8,88 millions de téléspectateurs[3] (première diffusion)

### Épisode 13: Contrats, règles et un peu de cervelle de porc
- États-Unis /  Canada : 30 janvier 2020 sur CBS / CTV
- France : 12 juin 2021 sur NRJ 12

- Histoire : Chuck Lorre, Eric Kaplan et Maria Ferrari
- Mise en scène : Steven Molaro, Steve Holland et Jeremy Howe

### Épisode 14: Mine de platine et prières
- États-Unis /  Canada : 6 février 2020 sur CBS / CTV
- France : 12 juin 2021 sur NRJ 12

- Histoire : Steven Molaro, Steve Holland et Connor Kilpatrick
- Mise en scène : Eric Kaplan, Maria Ferrari et Tara Hernandez

### Épisode 15: Le Travail de groupe
- États-Unis /  Canada : 13 février 2020 sur CBS / CTV
- France : 12 juin 2021 sur NRJ 12

- Histoire : Steven Molaro, Steve Holland et Eric Kaplan
- Mise en scène : Maria Ferrari, Tara Hernandez et Jeremy Howe

### Épisode 16: Pasadena
- États-Unis /  Canada : 20 février 2020 sur CBS / CTV
- France : 19 juin 2021 sur NRJ 12

- Histoire : Eric Kaplan, Maria Ferrari et Jeremy Howe
- Mise en scène : Steven Molaro, Steve Holland et Tara Hernandez

### Épisode 17: Un crime scientifique et un restaurant mexicain
- États-Unis /  Canada : 5 mars 2020 sur CBS / CTV
- France : 19 juin 2021 sur NRJ 12

- Histoire : Steven Molaro, Steve Holland et Maria Ferrari
- Mise en scène : Tara Hernandez, Jeremy Howe et Connor Kilpatrick

### Épisode 18: Côtes cassées et détecteur de mensonges
- États-Unis /  Canada : 12 mars 2020 sur CBS / CTV
- France : 19 juin 2021 sur NRJ 12

- Histoire : Chuck Lorre, Eric Kaplan et Connor Kilpatrick
- Mise en scène : Steven Molaro, Steve Holland et Maria Ferrari

### Épisode 19: Maison à vendre
- États-Unis /  Canada : 2 avril 2020 sur CBS / CTV
- France : 26 juin 2021 sur NRJ 12

- Histoire : Steven Molaro, Steve Holland et Maria Ferrari
- Mise en scène : Eric Kaplan, Tara Hernandez et Jeremy Howe

### Épisode 20: Dent de lait et dieu égyptien
- États-Unis /  Canada : 16 avril 2020 sur CBS / CTV
- France : 26 juin 2021 sur NRJ 12

- Histoire : Eric Kaplan, Tara Hernandez et Jeremy Howe
- Mise en scène : Steven Molaro, Steve Holland et Connor Kilpatrick

### Épisode 21: Une lettre secrète et un modeste petit morceau de viande
- États-Unis /  Canada : 30 avril 2020 sur CBS / CTV
- France : 26 juin 2021 sur NRJ 12